# Lázaro Rashid
Lázaro Rashid (9 de noviembre de 1975) es un deportista cubano que compitió en atletismo adaptado. Ganó dos medallas de plata en los Juegos Paralímpicos de Pekín 2008.

## Palmarés internacional
| Juegos Paralímpicos | Juegos Paralímpicos | Juegos Paralímpicos | Juegos Paralímpicos |
| Año                 | Lugar               | Medalla             | Prueba              |
| ------------------- | ------------------- | ------------------- | ------------------- |
| 2008                | Pekín (China)       | Medalla de plata    | 800 m T12           |
| 2008                | Pekín (China)       | Medalla de plata    | 1500 m T13          |